# حادثة منى 1975
حادثة منى (1395هـ) هو حريق إندلع بسبب انفجار إسطوانة غاز و سرعان ما إنتشر في مخيمات الحجاج في منى في موسم حج عام 1395هـ الموافق ديسمبر 1975 و خلف أكثر من 200 قتيل و مئات الإصابات 